# Жбана (Бања Лука)
Жбана је један од наткривених базена-хауза у саставу Градитељској целини - Бање у махали Илиџа у Горњем Шехеру  у Бања Луци,  данас Месна заједница Српске Топлице, који је проглашен за национални споменик Републике Српске и Босне и Херцеговине. Настао је уз изворе термалне воде (просечне температуре износе од 33° до 36 °C) у османском периоду у Горњем Шехеру (Српске Топлице).
Објект наткривеног базена-хауза је  једнопросторна грађевина са конструкцијом од  масивних камених зидова и перфорисаним отворима (функција вентилација бање) на куполама од цигала, повезаних кречним малтером са додатком кокошјег јајета. Базен за купање је оивичен дрвеним клупама а дно базена је пошљунчано. Овај тип бање има различито просторно решење у односу на решења турског купатила, што је, поседица другачијег технолошког процеса (бање Горњег Шехера користе термалну воду).

## Заштита
Одлуком Комисија за очување националних споменика, на основу члана V став 4 Анекса 8 Општег оквирног споразума за мир у Босни и Херцеговини и члана 39 став 1 Пословника о раду Комисије за очување националних споменика, на седници одржаној од 25. до 31. јануара 2005. године Жбана је као део Градитељска целина - Бање у махали Илиџа у Горњем Шехеру, Бања Лука, проглашена за национални споменик Босне и Херцеговине.

## Положај
Жбана се налази у махали Илиџа у Горњем Шехеру  у оквиру комплекс бања у Горњем Шехеру на десној обали Врбаса, који у овом делу губи особине планинске и поприма особине равничарске реке,  у просторном обухвату дефинисаном следећим границама:
- са северозападне стране је ограничен коритом ријеке Врбас дужине око 200 метра низводно од новог гвозденог моста, те границом Улице Од Змијања Рајка (ранији назив: Улица браће Алагић) у дужини око 100 м југозападно од моста;
- југозападном границом к.ч. број 662, к.о. Бања Лука III-8 (парцела на којој се налази Бањско-рекреациони центар “Шехер”);
- на југоисточној стран природном границом преласка обронака Шехитлука у равничарски део, са обронцима Бањ брда (стари назив Шехетлуци), обрасли храстом, грабом и црним бором.
- на североисточној страни к.ч. број 700, к.о. Бања Лука III-8 (Хаџи-Исаковића кућом).

На потезу између бања Жбана и Османчевића бање, у једном краћем потезу (дужине око 5-6 метара), на површини земље се појављује поток који од Жбане до северозападног подзида Улице Од Змијања Рајка (стари назив: Браће Алагић) иде испод земље. Поток је конструкцијом испуста спроведен кроз насип пута, а даље се природним падом спушта каналом у Врбас.

## Опис добра
Специфичности махале Илиџа у којој је изграђен Жбана - хауз  због природних ресурса краја  имала је директну везу са овом грађевином. Присуство термалних изворишта на једном релативно малом просторном обухвату одразило се на градитеље Жбана да коришћењем природних фактора,  обликују простор за становање и обилато користе термалне воде (просечне температуре од 33 до 36 °C). Наиме они су унутар посебно изграђеног објекта изградили засебну просторију  бању и у њу сместили базене за купање.
На локалитету некадашњег аустроугарског војног купалишта остао је сачуван само базен димензија око 4 x 5 метара и дубине око једног метра. Нема сачуваних података о објекту унутар ког се налазио базен.
У сачуваном базену постоји природни прилив термоминералне воде.

## Стање објекта
Локалитет је неуређен и зарастао у коров и шипражје, површина базена је покривена воденим биљкама, а до базена не води нема стаза и приступ базену је веома отежан.